# Bezirk Drohobycz
Bezirk Drohobycz – dawny powiat (Bezirk) kraju koronnego Królestwo Galicji i Lodomerii, funkcjonujący w latach 1854–1867. Siedzibą starostwa było miasto Drohobycz.

## Historia
Bezirk Drohobycz utworzono w ramach reformy uwłaszczeniowej z okresu Wiosny Ludów (1848–1849), która likwidowała jurysdykcję właściciela ziemskiego nad poddanymi. W Galicji, dominium – jako podstawowa jednostka administracyjna i filar systemu feudalnego straciło rację bytu. Konieczne stało się zatem wprowadzenie nowego systemu administracyjnego, którego zręby powstały w latach 1851–1855. Nowy trójstopniowy podział administracyjny objął 21 cyrkułów (niem. Kreise), 179 małych powiatów (niem. Bezirke) i ponad 6000 gmin (niem. Gemeinde).
Bezirk Drohobycz objął obszar o wielkości 12,1 mil², zamieszkany przez 46.721 ludzi i podzielony na 39 gmin katastralnych, w tym jedno miasto (Drohobycz). Wszedł w skład cyrkułu samborskiego, jako jeden z jego jedenastu powiatów. Był to najludniejszy Bezirk w całej Galicji, pomijając Lwów.
Po nadaniu Galicji autonomii oraz powołaniu samorządu gminnego i powiatowego w 1865 zlikwidowano cyrkuły (Kreise). Dotychczasowe małe powiaty (Bezirke) w liczbie 179, utrzymały się do 1867 roku, kiedy to w następstwie kolejnej reformy administracyjnej (23 stycznia 1867) zostały zastąpione przez 74 większych powiatów. Obszar zniesionego Bezirk Drohobycz wszedł wtedy w skład nowych powiatów drohobyckiego i samborskiego (vide podział w tabeli poniżej). 1 sierpnia 1878 z powiatu samborskiego wyłączono gminę Łużek Dolny, włączając ją do powiatu drohobyckiego. 7 marca 1906 gminom wiejskim Borysław i Tustanowice nadano status gmin miejskich (bez praw miejskich). 14 czerwca 1930 gminy Bania Kotowska, Hubicze, Mraźnica i Tustanowice włączono do Borysławia.

## Podział administracyjny (1854)
| Lp. | Gmina jednostkowa                        | Powierzchnia | Ludność | Powiat w 1867 po zniesieniu |
| --- | ---------------------------------------- | ------------ | ------- | --------------------------- |
| 1   | Drohobycz (M)                            | 4850         | 12976   | drohobycki                  |
| 2   | Orów                                     | 9150         | 1905    | drohobycki                  |
| 3   | Dobrohostów                              | 7900         | 1215    | drohobycki                  |
| 4   | Uliczno z Gassendorf                     | 6200         | 1842    | drohobycki                  |
| 5   | Truskawiec                               | 4120         | 882     | drohobycki                  |
| 6   | Staniła                                  | 630          | 365     | drohobycki                  |
| 7   | Stebnik                                  | 3730         | 1138    | drohobycki                  |
| 8   | Solec                                    | 1635         | 950     | drohobycki                  |
| 9   | Modrycz                                  | 2150         | 768     | drohobycki                  |
| 10  | Kołpiec                                  | 1970         | 608     | drohobycki                  |
| 11  | Bolechowce                               | 4150         | 930     | drohobycki                  |
| 12  | Neudorf                                  | 4150         | 248     | drohobycki                  |
| 13  | Raniowice                                | 1050         | 452     | drohobycki                  |
| 14  | Tustanowice                              | 6150         | 1076    | drohobycki                  |
| 15  | Kotowska Bania                           | 90           | 407     | drohobycki                  |
| 16  | Hubicze                                  | 1470         | 675     | drohobycki                  |
| 17  | Dereżyce                                 | 1240         | 332     | drohobycki                  |
| 18  | Lisznia                                  | 4140         | 1321    | drohobycki                  |
| 19  | Jasienica Solna                          | 5370         | 1485    | drohobycki                  |
| 20  | Nahujowice                               | 4550         | 1769    | drohobycki                  |
| 21  | Bronica                                  | 3775         | 1319    | drohobycki                  |
| 22  | Łużek Dolny                              | 2790         | 1022    | samborski                   |
| 23  | Niedźwiedza                              | 3810         | 940     | drohobycki                  |
| 24  | Wola Jakubowa                            | 2400         | 1112    | drohobycki                  |
| 25  | Uniatycze                                | 3040         | 695     | drohobycki                  |
| 26  | Manaster Dereżycki i Manster Liszniański | 165          | 182     | drohobycki                  |
| 27  | Rychcice                                 | 3400         | 1853    | drohobycki                  |
| 28  | Delawa                                   | 1400         | 472     | drohobycki                  |
| 29  | Michałowice z Martinpolem                | 1850         | 1136    | drohobycki                  |
| 30  | Poczajowice                              | 915          | 363     | drohobycki                  |
| 31  | Gaje Niżne                               | 6700         | 1833    | drohobycki                  |
| 32  | Gaje Wyżne                               | 3300         | 872     | drohobycki                  |
| 33  | Śniatynka z Rakowcem                     | 2815         | 600     | drohobycki                  |
| 34  | Stara Wieś                               | 685          | 185     | drohobycki                  |
| 35  | Popiele                                  | 4440         | 921     | drohobycki                  |
| 36  | Mraźnica                                 | 3240         | 272     | drohobycki                  |
| 37  | Borysław                                 | 1430         | 621     | drohobycki                  |
| 38  | Schodnica                                | 3650         | 486     | drohobycki                  |
| 39  | Wacowice                                 | 1405         | 493     | drohobycki                  |

Objaśnienie:
(M) = miasto; (m) = miasteczko